# Поцелуй понарошку
«Поцелу́й понаро́шку» (англ. Kissing a Fool) — американская романтическая комедия, повествующая о взаимоотношениях между полами. Премьера состоялась 27 февраля 1998 г.

## Сюжет
Сюжет фильма построен путём рассказа от имени Джея, работодателя Линды (Бонни Хант). Телерепортёр Макс (Дэвид Швиммер) и писатель Джей (Джейсон Ли) — друзья детства. Джей знакомит Макса со своим редактором Самантой, позже они планируют жениться. Макс решает проверить свою невесту и подсылает к ней Джея. Кульминации фильм достигает тогда, когда Саманта узнаёт о просьбе Макса и о чувствах Джея к ней. Ощущение вины не дают покоя Максу, и он устраивает Джею и Саманте встречу. Финальная сцена заканчивается речью Макса в адрес молодожёнов и танцами на свадьбе.

## Роли исполняли

### В главных ролях
- Дэвид Швиммер — Макс Аббитт
- Джейсон Ли — Джей Мёрфи
- Мили Авитал — Саманта Эндрюс

### Второстепенные персонажи
- Бонни Хант — Линда Стрейчер
- Ванесса Эйнджел — Наташа
- Кэри Вюрер — Дара
- Фрэнк Медрано — Клифф Рэндал
- Битти Шрам — Вики Пелам
- Джуди Грир — Андреа
- Рон Битти — Священник
- Даг Эллин — Бармен (и гость Спрингеров)
- Тегг Мендилло — Гость в баре (и гость Спрингеров)
- Джастин Бентли — Красивая женщина в баре
- Лиза Крузэт — Подруга Дары
- Джессика Миллз — Вторая подруга Дары
- Самми Соса — камео
- Джерри Спрингер — камео
- Майк Сквайр — Испанец в постели
- Марко Сивиеро — Француз в постели
- Стив Сигрэн — Хеклер
- Филипп Р. Смит — Фанат на улице
- Джейсон Фэйт — Рудольф
- Росс Бон — Солист "Blue Kings"
- Антимо Фьюрей — Тони

## Саундтреки
Исходный саундтрек картины, сочинённый Джозефом Витарелли, был реализован 24 марта 1998.
Список аудиозаписей:
- 01. 'Baby Drives Me Wild' — The Mighty Blue Kings
- 02. 'Leaving Town'
- 03. 'The Girl Who Is'
- 04. 'The Green Mill' — The Mighty Blue Kings
- 05. 'Spark Of My Life' — The Mighty Blue Kings
- 06. 'Here She Comes'
- 07. 'Visiting Natassia'
- 08. 'Bad Date'
- 09. 'Grinnin' Like A Chessy Cat' — The Mighty Blue Kings
- 10. 'Pure Rental'
- 11. 'Jay Alone'
- 12. 'Martinis'
- 13. 'The Toast'
- 14. 'At Last' — Этта Джеймс

Прочие известные песни, не включённые в саундтрек:
- 'We Are In Love' — Гарри Конник, мл.
- 'Ready For Love' — Bad Company
- 'All Out Of Love' — Air Supply
- 'Learn To Love' — Гарри Конник, мл.
- 'Last' — Gravity Kills[англ.]
- 'Crazy' — Cordrazine[англ.]
- 'Be Your Own' — Ребека[англ.]